# Józef Buziński
Józef Adam Buziński (ur. 13 lipca 1923 w Suchedniowie, zm. 20 września 1987 w Bielsku-Białej) – polski działacz partyjny i państwowy, poseł na Sejm PRL VI, VII i VIII kadencji.

## Życiorys
Syn Józefa i Zofii. Od 1945 należał do Polskiej Partii Robotniczej (był tam instruktorem w Wydziale Rolnym Komitetu Wojewódzkiego w Katowicach), a następnie (od 1948) do Polskiej Zjednoczonej Partii Robotniczej (początkowo był zastępcą kierownika Wydziału Rolnego KW w Katowicach). W latach 1955–1956 był sekretarzem Zarządu Głównego Związku Młodzieży Polskiej. Od września 1950 do lipca 1952 był słuchaczem Dwuletniej Szkoły Partyjnej przy KC PZPR w Warszawie, gdzie uzyskał średnie wykształcenie. W latach 1957–1971 pełnił funkcję przewodniczącego prezydium Wojewódzkiej Rady Narodowej w Opolu, a od 1966 zastępcy członka Komitetu Centralnego PZPR. W KW PZPR w Opolu pełnił m.in. funkcje kierownika Wydziału Rolnego i sekretarza rolnego (od lipca 1952 do października 1953 – następnie, do maja 1955, pełnił tę funkcję w Komitecie Wojewódzkim w Lublinie). Od 1 lipca 1971 do 31 maja 1975 był I sekretarzem KW PZPR w Olsztynie, a od 1 czerwca 1975 do 28 lutego 1981 w Bielsku-Białej (jednocześnie kierował Wojewódzką Radą Narodową w drugim z miast). Był także członkiem Komitetu Centralnego PZPR, ze składu którego został odwołany na X Plenum, 30 kwietnia 1981.
Przyczynił się do powstania klubu piłkarskiego Stomil Olsztyn i budowy Hali Okrąglak w Opolu. Założyciel koła łowieckiego w Opolu w 1960 (działaczem łowieckim był także jego syn Włodzimierz Buziński (zm. 2016)). W 1976 został likwidatorem „Głosu Ziemi Cieszyńskiej”.
W sierpniu 1981 był zwolennikiem siłowych rozwiązań toczącego się sporu między „Solidarnością” a władzami PRL. Jednym z postulatów strajkujących robotników Podbeskidzia było usunięcie Józefa Buzińskiego z zajmowanych funkcji podczas strajków w lutym 1981.
Wybrany na posła w 1972 w okręgu Olsztyn, a w 1976 i 1980 w okręgu Bielsko-Biała. W VI kadencji zasiadał w Komisji Leśnictwa i Przemysłu Drzewnego, w VII i VIII w Komisji Prac Ustawodawczych. 30 lipca 1981, na fali krytyki, wraz z niektórymi innymi posłami zrzekł się mandatu poselskiego.
Pracę i działalność Józefa Buzińskiego pozytywnie oceniał rezydent GRU w Polsce Jurij Czetwiernikow.
Zmarł 20 września 1987 w Bielsku-Białej. Pochowany na tamtejszym cmentarzu komunalnym.

## Wybrane odznaczenia i wyróżnienia
- Krzyż Komandorski z Gwiazdą Orderu Odrodzenia Polski
- Krzyż Oficerski Orderu Odrodzenia Polski
- Order Sztandaru Pracy I klasy (1964)[11]
- Order Sztandaru Pracy II klasy
- Medal 10-lecia Polski Ludowej
- Medal 30-lecia Polski Ludowej
- Odznaka „Zasłużony Działacz Kultury Fizycznej” (1962)[12]
- Odznaka „Zasłużonemu Opolszczyźnie” (1968)[13]
- Złota odznaka „Za Zasługi dla Uniwersytetu Śląskiego” (1977)[14]
- Honorowy Obywatel Nysy (1960)[15]